# Tillandsia subinflata
Tillandsia subinflata là một loài thuộc chi Tillandsia. Đây là loài đặc hữu của México.